# ヘルマン・ミューラー

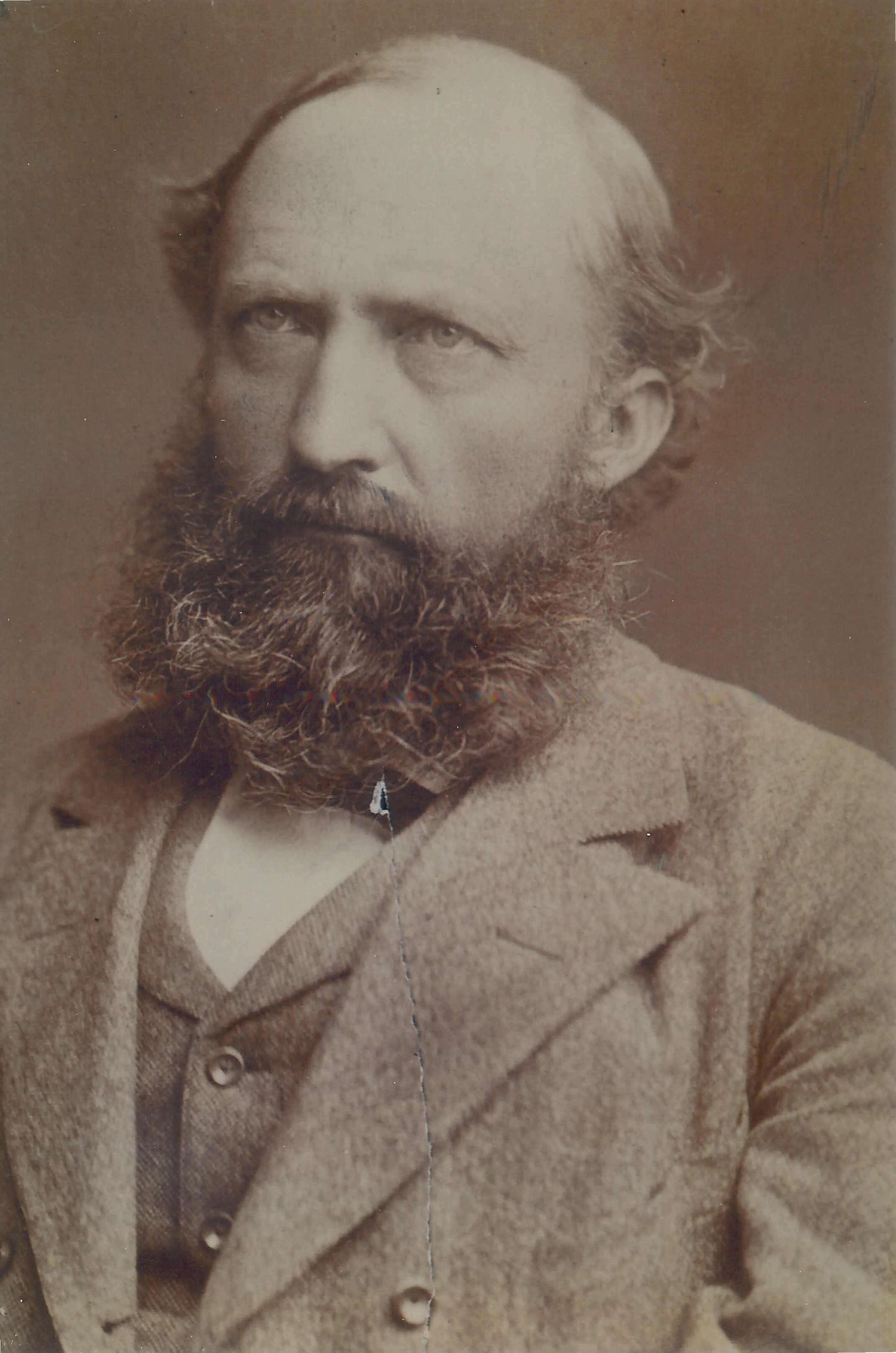
Hermann Müller

ハインリヒ・ルートヴィヒ・ヘルマン・ミューラー（Heinrich Ludwig Hermann Müller、1829年9月23日 - 1883年8月25日）はドイツの生物学者である。 ドイツにおける初期の進化論の支持者である。
ミュールベルクの牧師の息子に生まれた。母親は高名な薬学者、化学者のトロムスドルフ（Johann Bartholomäus Trommsdorff）の娘である。兄にブラジルの生物の研究を行った、博物学者のフリッツ・ミューラーがいる。
エルンハルトの高校で学んだ後、ハレ大学、ベルリン大学で学んだ。甲虫に関する論文でイェナ大学で学位を得た後、中部ヨーロッパや耕地でフィールドワークを行い、ベルリンなどで教師を務め、リップシュタットなどの科学専門学校で教授を務めた。
研究分野は始め、昆虫の分類学研究を行い、1855年にクライナ、ケルンテン、イストリアの鍾乳洞の洞穴生物、特に複眼を失った甲虫の研究を発表した。チャールズ・ダーウィンの進化論を知ると、その協力者となり進化論的視点で研究を行い、植物と昆虫の共進化の分野で先駆的な研究を行い、ダーウィンをして「ミューラーは正確な観察と考察を行うので、彼に異論を述べることにいつも躊躇する。」と手紙に書かしめた。進化論の支持者として教会と論争を行った。

## 主著
- Die Befruchtung der Blumen durch Insekten und die gegenseitigen Anpassungen beider. Ein Beitrag zur Erkenntniss des ursächlichen Zusammenhangs in der Natur. - Leipzig 1873
- Die Insekten als unbewußte Blumenzüchter (1879) - Drei Artikel wurden im Kosmos, Band III, Heft 4 ff. veröffentlicht. Teil 1: Seiten 314-337, Teil 2: Seiten 403-426, Teil 3: 476-499.
- Die Wechselbeziehungen zwischen den Blumen und den ihre Kreuzung vermittelnden Insekten.- in: Schenk, A. (Hrsg.): Handbuch der Botanik, Erster Band (in der Encyclopaedie der Naturwissenschaften I. Abth., I. Theil).- Breslau 1879
- Alpenblumen, ihre Befruchtung durch Insekten und ihre Anpassungen an dieselben. - Leipzig 1881